# Малинівка (Бурейський район)
Малинівка (рос. Малиновка) — село у Бурейському районі Амурської області Російської Федерації. Розташоване на території українського історичного та етнічного краю Зелений Клин.
Входить до складу муніципального утворення Малинівська сільрада. Населення становить 1126 осіб (2018).

## Історія
З 4 січня 1926 року до 30 липня 1930 року належало до новоутвореного Хінгано-Архаринського району Амурської округи Далекосхідного краю.
З 1935 року в результаті розукрупнення Хінгано-Архарінського району було підпорядковане Бурейському району.
З 11 листопада 2005 року входить до складу муніципального утворення Малинівська сільрада.

## Населення
| 2002  | 2010  | 2012  | 2013 | 2014  | 2015 | 2016 |
| ----- | ----- | ----- | ---- | ----- | ---- | ---- |
| 1141  | ↘1022 | ↗1184 | ↘994 | ↗1002 | ↘987 | ↘983 |
| 2017  | 2018  |       |      |       |      |      |
| ↗1154 | ↘1126 |       |      |       |      |      |